# Грейнджер (Вашингтон)
Грейнджер (англ. Granger) — місто (англ. city) в США, в окрузі Якіма штату Вашингтон. Населення — 3624 особи (2020).

## Географія
Грейнджер розташований за координатами 46°20′43″ пн. ш. 120°11′34″ зх. д. / 46.34528° пн. ш. 120.19278° зх. д. (46.345295, -120.192673).  За даними Бюро перепису населення США в 2010 році місто мало площу 4,68 км², з яких 4,65 км² — суходіл та 0,04 км² — водойми.

## Демографія
Згідно з переписом 2010 року, у місті мешкало 3246 осіб у 774 домогосподарствах у складі 675 родин. Густота населення становила 693 особи/км².  Було 813 помешкання (174/км²).
Расовий склад населення:
| - 48,6 % — білих - 1,7 % — корінних американців - 0,5 % — азіатів - 0,4 % — чорних або афроамериканців - 46,9 % — осіб інших рас |

До двох чи більше рас належало 1,9 %. Частка іспаномовних становила 88,2 % від усіх жителів.
За віковим діапазоном населення розподілялося таким чином: 43,0 % — особи молодші 18 років, 52,2 % — особи у віці 18—64 років, 4,8 % — особи у віці 65 років та старші. Медіана віку мешканця становила 22,2 року. На 100 осіб жіночої статі у місті припадало 102,0 чоловіків;  на 100 жінок у віці від 18 років та старших — 104,1 чоловіків також старших 18 років.
Середній дохід на одне домашнє господарство  становив 47 877 доларів США (медіана — 38 816), а середній дохід на одну сім'ю — 46 063 долари (медіана — 39 408). Медіана доходів становила 31 761 долар для чоловіків та 25 991 долар для жінок. За межею бідності перебувало 33,0 % осіб, у тому числі 42,5 % дітей у віці до 18 років та 23,8 % осіб у віці 65 років та старших.
Цивільне працевлаштоване населення становило 1144 особи. Основні галузі зайнятості: сільське господарство, лісництво, риболовля — 29,7 %, освіта, охорона здоров'я та соціальна допомога — 21,6 %, виробництво — 9,8 %, роздрібна торгівля — 9,7 %.